# 690 وراتيسلافيا
690 Wratislavia هو كويكب، يقع ضمن حزام الكويكبات. اكتشف في 16 أكتوبر 1909. وقد اكتشفه جويل هاستينغز ميتكالف.

## روابط خارجية
- 690 وراتيسلافيا في قاعدة بيانات مختبر الدفع النفاث لأجرام النظام الشمسي الصغيرة

- الاكتشاف · مخطط المدار ·  العناصر المدارية · المعلمات المادية

- 690 وراتيسلافيا على موقع ويكي سكاي: DSS2, SDSS, GALEX, IRAS, Hydrogen α, X-Ray, Astrophoto, Sky Map, Articles and images